# Figlik
Figlik – polski gatunek literacki stworzony przez Mikołaja Reja w piątej części drugiego wydania Żwierzyńca (Przypowieści przypadłe inaczej Figliki albo rozlicznych ludzi przypadki dworskie[...]). Figliki stanowiły odmianę epigramatu. Były krótkimi utworami wierszowanymi, przedstawiającymi jedną sytuację z życia dworskiego lub szlacheckiego w tonacji komicznej lub satyrycznej. 